# Социјалдемократска партија (Србија)
Социјалдемократска партија (СДП) је била политичка партија социјалдемократског опредељења, која је постојала у Србији до 2010.

## Историја
СДП је основана у априлу 2002. спајањем Социјалдемократије (СД) и Социјалдемократске уније (СДУ). Исте године је странка приступила ДОС-овој владајућој коалицији. Годину дана касније повлачи своју подршку Живковићевој влади, што је изазвало пад владе и расписивање нових парламентарних избора. Размирице унутар странке су проузроковале поделу у странци, па је група чланова предвођена Жарком Кораћем напустила странку и 2003. поново основала СДУ.
На парламентарним изборима 2003, партија је у коалицији са Г17+ освојила три посланичка места од 34 која је коалиција укупно освојила након што је 11,46% изашлих бирача гласало за њу. У мањинској влади Војислава Коштунице је Слободан Лаловић добио место министра за рад, запошљавање, и социјална питања. Августа 2005. је СДП одбио да подржи предлог закона о пензијама и нафтној индустрији. Као последицу тога су два посланика, Љиљана Несторовић и Мехо Омеровић, престала да подржавају владу и отишли су у опозицију, док је Слободан Лаловић задржао своје место, па се након тога повукао из странке, и постао је ванстраначка личност.
У 2004. је Демократска алтернатива предвођена Небојшом Човићем придружила СДП-у и преузела је вођство над партијом.
На парламентарним изборима 2007. су наступили у коалицији са ПУПС-ом, и Народном социјалистичком партијом Бранислава Ивковића. Коалиција је добила подршку 3,11% изашлих гласача, и није успела да пређе цензус од 5%, па није ушла у парламент.
СДП је престао да постоји јануара 2010, након што није успела да скупи довољан број потписа како би се по тадашњем закону поново регистровала, услед веома тешких међусобних свађи и сукоба чланова председништва Небојше Човића, и председника покрајинског одбора странке за Косово и Метохију Оливера Ивановића.

## Предсједници
| Име и презиме                                | Мандат                                  |
| -------------------------------------------- | --------------------------------------- |
| Жарко Кораћ и Слободан Орлић (копредседници) | 2002—2003. (Кораћ) и 2002—2004. (Орлић) |
| Небојша Човић                                | 2004—2010.                              |